# Мохаммад Вали-хан Толекабони
Мохаммад Вали-хан Толекабони (перс. محمدولی‌خان سپهسالار تنکابنی‎; род. 1 апреля, 1846 — 3 февраля 1926) — премьер-министр (визирь) Ирана при Мохаммад Али-шахе, государственный деятель. Известен также под именем Сепахдар-Азам.

## Биография
Мохаммад Вали-хан  родился в 1846 году в городе Тонкабоне в семье Хабибуллах-хана сардара. Получил среднее образование в Тегеране.
В 1908 году в Тебризе началось восстание против власти шаха. В январе 1909 г. сторонники конституции, поддержанные бахтиарскими ханами, стремившимися к укреплению своего влияния, захватили власть в Исфахане. Началось восстание в Гиляне (в Реште и других городах Гиляна).
Как известно, после разгрома тавризского восстания, на севере Ирана, в частности в Гиляне, появился новый очаг конституционного движения. Во второй половине февраля в столицу этой провинции Решт стали стекаться кавказские революционеры для участия в конституционной революции . Лидером движения был избран крупный гилянский феодал Мохаммад Вали-хан Сепахдар, тот самый, который незадолго до событий в Реште сам принимал активное участие в осаде Тавриза! Однако позднее он переметнулся в лагерь конституционалистов.
Номинальный глава рештского контингента Мохаммад Вали-хан Сепахдар не был сторонником конституции. До весны 1909 году он верно служил Мохаммаду Али. Он даже участвовал в неудачной осаде Тебриза; но личная ссора с невыносимым Эйном од-Довлы заставила его уехать в свои обширные владения в Гиляне. Там националисты угрозами вынудили его присоединиться к ним. В Казвине русский консул Овсеенко безуспешно пытался убедить Сепахдара отказаться от похода на Тегеран. Но Сепахдар был не в состоянии остановить движение колонн, номинальным командующим которых он являлся. Кавказские революционеры, и социал-демократы, и дашнаки, без колебаний расстреляли бы его за предательство. 29 июня моджахеддины («священные воины» – название, данное членам революционных боевых отрядов) начали наступление на Енге-Эмам на дороге Казвин – Тегеран. Одновременно вооруженные отряды бахтиарской конницы двигались на столицу с юга.
В феврале началось восстание в Гиляне. В руки восставших перешла столица провинции г. Решт. Решающую роль в гилянских событиях сыграли мелкая буржуазия, городская беднота, рабочие. Восставшие выступали под красными флагами. 1 мая 1909 году в Реште были проведены массовые демонстрации и митинги. Однако к власти пришли представители помещиков и крупной буржуазии. Правителем Гиляна был назначен крупный гилянский помещик Сепахдар, находившийся в оппозиции к шаху. Видную роль стал играть владелец местного кирпичного завода, член армянской буржуазно-националистической партии дашнаков Ефрем Давидиянц.
Постепенно с усилением конфликта и отклонением конституционалистов от своего первоначального пути, произошли катастрофы, которые помешали реализации конституции в стране, вслед за этими возражениями, группа военных и вооруженных Бахтиярских, Гиланских и Азербайджанских сил, возглавляли которые Али Кули-хан Сардар Асад Бахтияри, Мохаммада Вали-хан Тонекабони (Верховный военаначальник), Саттар-хан и Багир-хан, после битвы с силами Мохаммад Али шаха, вышли победителями, и после захвата Казвина и Кума собирались завоевать Тегеран. Когда Мухаммед Али шах понял, что Тегеран находится в руках национальных конституционалистов, то отправил свою семью в посольство России для укрытия.
Мохаммад Вали-хан умер в 1926 году в Тегеране.